# مرکز مالی بین‌المللی سئول

مرکز مالی بین‌المللی سئول

مرکز مالی بین‌المللی سئول (انگلیسی: International Finance Center Seoul) ساختمان اداری تجاری ۵۵ طبقه مستقر در شهر سئول، کره جنوبی است، که در سال ۲۰۱۲ احداث گردید.